# Estantería

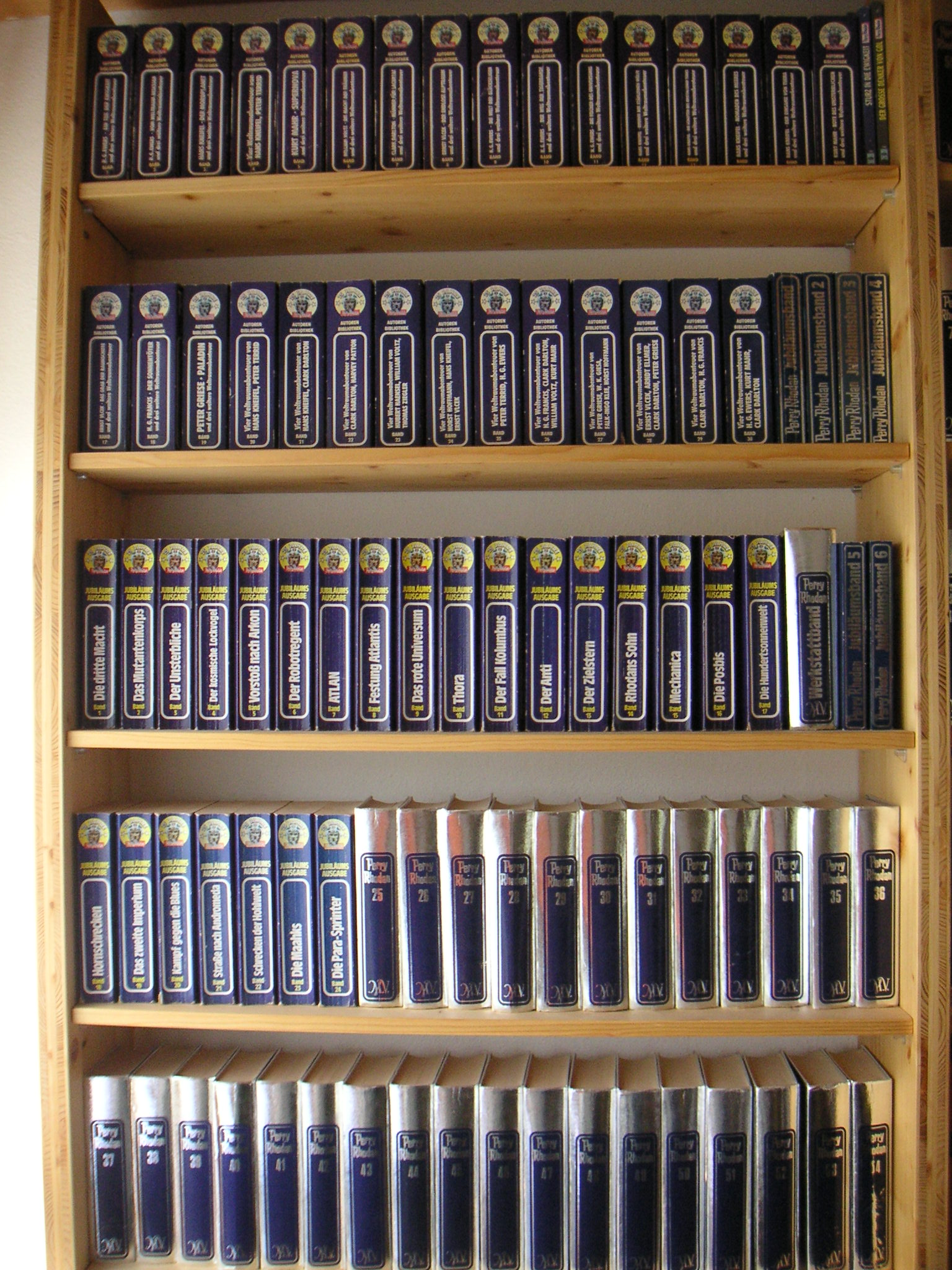
Un librero lleno de libros.

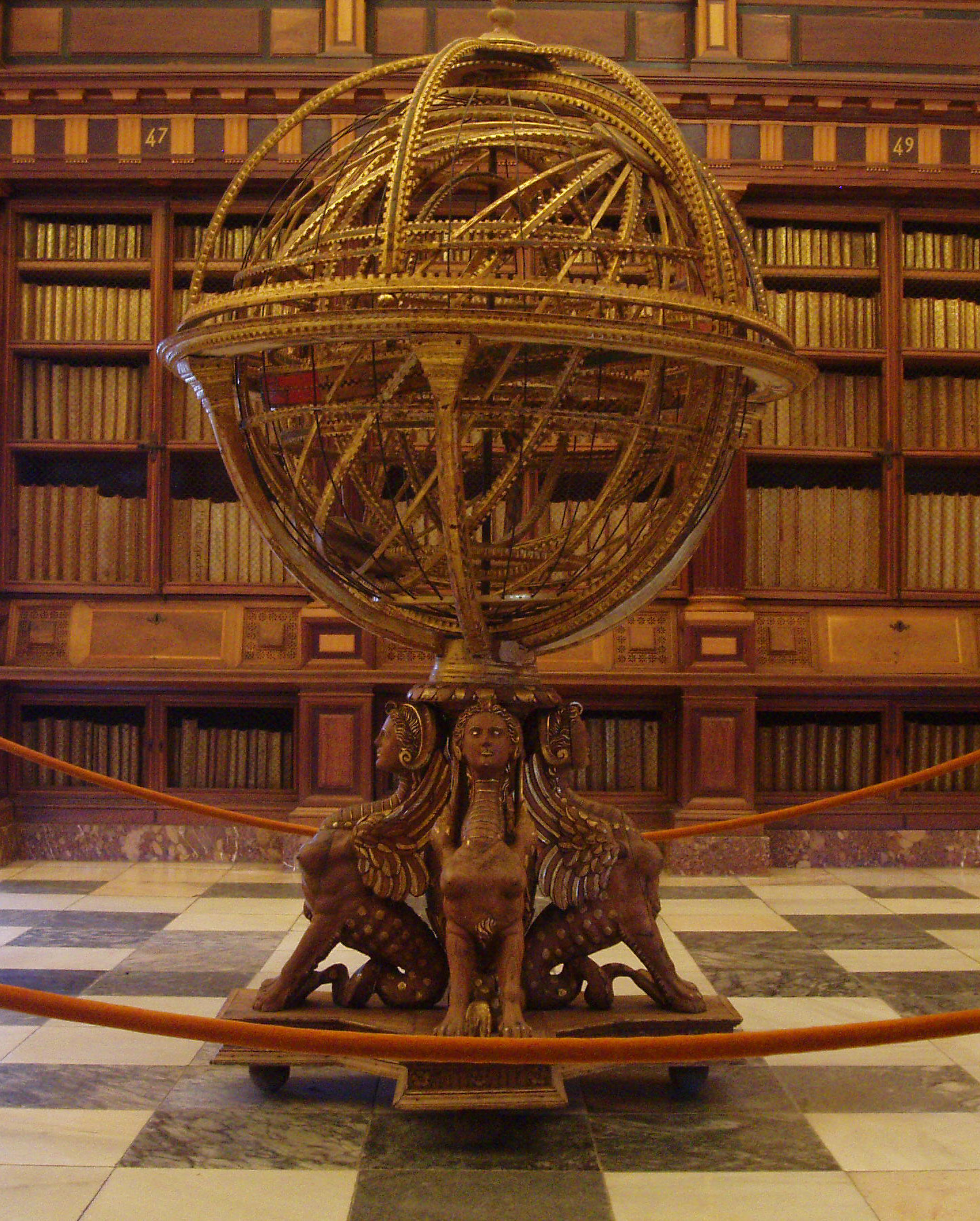
Real Biblioteca de San Lorenzo de El Escorial. Los libros están dispuestos con el lomo hacia la pared y colocados en estanterías de puertas acristaladas.

Una estantería, estante, librería, librera o librero (en Cuba, Ecuador, Honduras, México, República Dominicana, Guatemala, Panamá, Costa Rica, Puerto Rico, Bolivia y Chile) es un mueble con tablas horizontales que sirve para almacenar libros, mapas, cuentos y en general otro tipo de objetos. 

## Historia
Cuando los libros eran escritos a mano y no eran producidos en grandes cantidades, eran almacenados en pequeños encases que los dueños (generalmente los ricos y el clero) llevaban consigo. Al acumularse los volúmenes de manuscritos en las casas religiosas o las casas de los ricos, se almacenaban en estantes o alacenas. Estas alacenas son los predecesores directos de los libreros actuales. Después las puertas de estos muebles fueron desechadas y esto dio inicio a la evolución del librero. Sin embargo, los volúmenes no eran acomodados como se hace ahora. Si estaban en posición horizontal se acomodaban en montones, si estaban en posición vertical se acomodaban con el lomo hacia la pared y su otro extremo hacia afuera. La banda de cuero, vitela o pergamino que cerraba el libro a menudo tenía inscrito el título, por lo que este parte daba hacia el exterior.
No fue sino hasta que la invención de la imprenta redujera los costos de la producción de libros, por lo tanto dando a más gente acceso directo a tener libros, que se empezó a escribir el título del libro en el lomo y a acomodar los libros con el lomo hacia afuera en los libreros. 
Los primeros libreros fueron hechos de roble. Este material es considerado por muchos el más apropiado para la construcción de libreros en bibliotecas elegantes.